# Nisida Venetiko
Nisida Venetiko este o arie protejată (arie de protecție specială avifaunistică — SPA) din Grecia întinsă pe o suprafață de 2,66 ha, integral pe uscat.

## Localizare
Centrul sitului Nisida Venetiko este situat la coordonatele 38°07′32″N 26°00′55″E / 38.125694°N 26.015236°E.

## Înființare
Situl Nisida Venetiko a fost declarat arie de protecție specială avifaunistică în martie 2010 pentru a proteja 9 specii de animale.

## Biodiversitate
Situată în ecoregiunea mediteraneană, aria protejată nu include niciun habitat protejat.
La baza desemnării sitului se află mai multe specii protejate de  păsări (9): lăstunul mare (Apus apus), șerpar (Circaetus gallicus), lăstun de casă (Delichon urbicum), Falco eleonorae, șoim călător (Falco peregrinus), Phalacrocorax aristotelis desmarestii, corcodel mare (Podiceps cristatus), corcodel-cu-gât-negru (Podiceps nigricollis), Tachymarptis melba
Pe lângă speciile protejate, pe teritoriul sitului au mai fost identificate 1 specie de păsări.